# Polanka Wielka
Polanka Wielka – wieś w Polsce, położona w województwie małopolskim, w powiecie oświęcimskim, siedziba gminy Polanka Wielka.
| przysiółki | Dalachowice, Granica Głębowska, Granica Osiecka, Granica Porębska, Hukowiec, Łysówka, Majcherowiec, Studziennik |
| części wsi | Dolna Północna, Dolna Wieś, Folwark, Górna Wieś, Hajduga, Krzyżówka, Średnia Wieś                               |

## Geografia
Polanka Wielka położona jest w zachodniej części województwa małopolskiego, w środkowej części powiatu oświęcimskiego. Jest to jedyna miejscowość w gminie wiejskiej Polanka Wielka.
Pod względem podziału fizycznogeograficznego Polski, miejscowość leży na terenie mezoregionu Podgórza Wilamowickiego, natomiast północne krańce wsi położone są w mezoregionie Doliny Górnej Wisły. Wieś usytuowana jest w Kotlinie Oświęcimskiej.
We wschodniej części wsi przepływa struga Bachorz, będąca prawobrzeżnym dopływem Wisły. Na południu Polanki Wielkiej płynie rów Podymcza, który jest dopływem Bachorza. Natomiast na zachodzie wsi przepływają dwa rowy wodne: Bukowiec oraz Rów Kmiecki.
Obszar Polanki Wielkiej przynależy do terenów Doliny Karpia – historycznego zagłębia hodowli karpia z dużymi obszarami stawów hodowlanych. Do niektórych z nich na terenie wsi można zaliczyć stawy: Polanowiec, Farawiec, Wilczak oraz Majcherowiec.
Najwyższym punktem wsi jest położone na wysokości 265 m n.p.m wzniesienie Kukowiec, znajdujące się w przysiółku Hukowiec.

## Historia
Wieś po raz pierwszy wzmiankowana została w spisie świętopietrza parafii dekanatu Zator diecezji krakowskiej z 1326 roku pod nazwą Polenka. Prawdopodobnie pod koniec XIV wieku lokowano siostrzaną wieś, Polankę Górną, nazywaną Polanką Nową, podczas gdy starsza Polanka przezwana została Polanką Starą (Dolną).
Wieś politycznie znajdowała się wówczas w granicach powstałego w 1315 roku księstwa oświęcimskiego, od 1327 stanowiącego lenno Królestwa Czech. W 1457 roku zostało wykupione przez króla polskiego Kazimierza Jagiellończyka, a w towarzyszącym temu dokumencie sprzedaży wystawionym przez Jana IV oświęcimskiego w dniu 21 lutego 1457 roku wymienione zostały zarówno Polanka Antiqua, jak i Nowa Polanka. W 1564 roku ostatecznie księstwo wcielono do Korony Królestwa Polskiego.
Według regestu poborów powiatu śląskiego z roku 1581 wieś wymieniona jako Polianka była własnością niejakiej Rawskiej i miała ona w sumie 27,5 łanów kmiecych, 9 zagrodników z rolą, 1 czynszownika, 3 zagrodników bez roli, 20 komorników z bydłem, 4 komorników bez bydła, 1 hultaja oraz 2 rzemieślników. Po unii lubelskiej zawartej między Koroną Królestwa Polskiego, a Księstwem Litwy w 1569 roku wraz z całą koroną wieś stała się częścią Rzeczypospolitej Obojga Narodów.
Po rozbiorach Polski wieś znalazła się w zaborze austriackim. W XIX-wiecznym Słowniku geograficznym Królestwa Polskiego miejscowość wymieniona jest w powiecie bialskim w Galicji. Znajdowała się w niej jednoklasowa szkoła ludowa. Według austriackiego spisu powszechnego pod koniec XIX wieku we wsi mieszkało 1832 mieszkańców, w tym 857 mężczyzn oraz 975 kobiet, z których 1813 było wyznania katolickiego, a 19 było izraelitami.
Wieś liczyła w XIX wieku 3879 mórg obszaru. Największym właścicielem gruntów w miejscowości był Józef Odrowąż Wysocki, który posiadał 614 mórg roli, 106 mórg łąk, 35 mórg pastwisk i 278 mórg lasu.
Po upadku powstania listopadowego w majątku państwa Cieńskich w Polance Wielkiej przebywał przez jakiś czas Bazyli Mochnacki, ojciec Maurycego Mochnackiego i Kamila Mochnackiego, a także ich brat – Tymoleon Mochnacki.
W latach 1954-1972 wieś była siedzibą gromady Polanka Wielka. W latach 1973–1991 w gminie Osiek. W latach 1975–1998 miejscowość administracyjnie należała do województwa bielskiego.

## Transport

### Drogowy
Głównym drogowym szlakiem komunikacyjnym w Polance Wielkiej jest droga wojewódzka nr 949, która biegnie przez centrum wsi, od Przeciszowa do Jawiszowic w gminie Brzeszcze. Droga posiada łącznie 24 km długości, natomiast na terenie wsi trasa ta ma długość 7,5 km.
Ponadto na terenie Polanki Wielkiej przebiegają trzy drogi powiatowe:
- Droga powiatowa nr 1897K, relacji Oświęcim – Głębowice | ok. 17 km długości
- Droga powiatowa nr 1864K, relacji Polanka Wielka – Grojec | ok. 7 km długości
- Droga powiatowa nr 1899K, relacji Polanka Wielka – Piotrowice | ok. 3 km długości

Autobusy kursują do takich miejscowości jak: Oświęcim, Głębowice, Poręba Wielka oraz Osiek.
Obecnie na terenie wsi nie przebiega żadna linia kolejowa.

## Zabytki
Obiekty wpisane do rejestru zabytków nieruchomych województwa małopolskiego.
- Kościół pw. św. Mikołaja, otoczenie, drzewostan.
Kościół z XII w. w 1658 r. przekształcony w stylu barokowym. Kościół orientowany, drewniany konstrukcji zrębowej, z wieżą konstrukcji słupowo-ramowej. Składa się z wydłużonego, zamkniętego wielobocznie prezbiterium z murowaną zakrystią od północy, szerszej nawy i dwukondygnacyjnej wieży, nakrytej kopulastym hełmem zwieńczonym obeliskiem. Dach nad korpusem dwuspadowy, jednokalenicowy. Na kalenicy dachu sześcioboczna wieżyczka na sygnaturkę kształtu barokowego. Ściany wnętrza nawy i prezbiterium podzielone za pomocą pilastrów i gzymsów. Otwór tęczowy o łuku trójlistnym ściętym. W tęczy krucyfiks barokowy. Ołtarze rokokowe, z XVIII w. Ambona klasycystyczna. Chrzcielnica marmurowa, barokowa. Organy z 1735 r. Obrazy (obecnie w nowym kościele): Matka Boska Częstochowska z XVII w., Najświętsza Maria Panna z Dzieciątkiem z ok. 1600 r., św. Mikołaj z XVIII w.
- Zespół pałacowo-parkowy: pałac, dwie oficyny, spichlerz, budynek gospodarczy, park.